# Tétrade de sabin
A Tétrade de sabin é um conjunto de sinais clínicos associados a toxoplasmose congênita, descrita em 1942 por sabin. As alterações são coriorretinite (geralmente bilateral afetando a mácula dos olhos) em 90% dos casos, microcefalia ou anencefalia  em 50%, calcificações cerebrais (69% dos casos)) e alterações neurológicas/convulsões em 60% dos casos.
- Toxoplasmose
- Toxoplasma gondii